# Berardius
Berardius è un genere di cetacei odontoceti appartenente alla famiglia degli Zifidi. Comprende tre specie, il berardio australe (B. arnuxii), quello boreale (B. bairdii) e il berardio di Sato (B. minimus). Le prime due specie sono così simili che alcuni scienziati considerano la separazione in due specie come un'anomalia storica. Le due specie sono le più grandi fra tutte quelle appartenenti agli Zifidi.
Il berardio boreale venne descritto per la prima volta da Leonhard Hess Stejneger nel 1883 a partire da un esemplare trovato nel Mare di Bering. L'epiteto specifico bairdii gli è stato assegnato in onore di Spencer Fullerton Baird, un ex Segretario dello Smithsonian Institute. Il berardio australe venne descritto per la prima volta nel 1851 da Duvernoy a partire da un cranio trovato in Nuova Zelanda. Berard era il capitano della nave che trasportò il cranio dalla Nuova Zelanda alla Francia dove Duvernoy lo analizzò. Arnoux era il medico di bordo della nave, e da lui deriva l'epiteto specifico arnuxii.

## Descrizione fisica
La specie australe è generalmente più piccola. Le lunghezze stimate dei berardi australi vivi in mare raggiungono i 12 m, ma tutti gli esemplari morti sono generalmente più piccoli. Per quanto riguarda quelli boreali, invece, è stato confermato che raggiungano i 12–13 m.
Entrambe le specie hanno un rostro prominente molto lungo, persino per gli standard degli Zifidi. La mascella inferiore è più lunga della superiore e i denti frontali sono visibili anche quando la bocca è completamente chiusa. Il melone è particolarmente bulboso. La forma del corpo è snella - il ventre è solo il 50% della lunghezza. Il corpo ha una colorazione uniforme e a seconda degli individui può variare tra il grigio chiaro e il nero. Le pinne pettorali sono piccole, arrotondate e situate verso il davanti del corpo. Similmente la pinna dorsale è piccola e arrotondata e situata verso i tre quarti della linea del dorso. Entrambe le specie presentano numerose cicatrici bianche su tutto il corpo che aumentano di numero con gli anni e possono essere usate come un semplice indicatore di età. Esiste un piccolo dimorfismo sessuale in entrambe le specie.

## Popolazione e distribuzione
Gli areali delle due specie non si sovrappongono e questa, forse, è la ragione principale per cui storicamente sono state considerate come specie separate.
L'australe abita le grandi estensioni dell'Oceano Meridionale. Gli spiaggiamenti in Nuova Zelanda e in Argentina indicano che questo cetaceo è relativamente comune nelle aree tra il sud di questi paesi e l'Antartide. È anche stato segnalato nei pressi della Georgia Australe e del Sudafrica, cosa che indica una probabile distribuzione circumpolare. L'avvistamento più settentrionale è avvenuto a 34 gradi sud, indicando che questa odontoceto abita acque fredde e temperate così come quelle polari.
Il berardio boreale vive nell'Oceano Pacifico settentrionale, nel Mar del Giappone e nella parte meridionale del Mare di Okhotsk. Sembra che prediliga le aree sovrastanti le scogliere scoscese ai margini della piattaforma continentale. Gli esemplari più a nord sono stati registrati nel Mare di Bering e quelli più a sud nella Penisola della Baja California sul lato orientale e nelle isole meridionali del Giappone su quello ovest.
Di entrambe le specie è sconosciuta la popolazione totale. Per quelli boreali le stime sono dell'ordine dei 30.000 individui.

## Comportamento
Conosciamo poco sul comportamento del berardio australe, ma si sostiene che sia simile a quello del boreale. Questi mammiferi si muovono normalmente in gruppi compatti di 3-10 esemplari, ma in circostanze eccezionali sono stati osservati anche gruppi di 50. Grazie all'entità della caccia subita da questa specie, la struttura dei pod è attualmente ben conosciuta. Un'interessante curiosità è che i due terzi di tutti gli esemplari catturati erano maschi, nonostante il fatto che le femmine sono un po' più grandi dei maschi, cosa che le avrebbe rese il bersaglio preferito dei balenieri, se fossero state altrettanto facili da catturare.

## Conservazione
Il berardio australe non è mai stato sfruttato e sebbene non sia disponibile alcuna stima del loro numero, la popolazione non è ritenuta in pericolo.
Nel ventesimo secolo il berardio boreale è stato cacciato principalmente dai giapponesi e in numero minore dai sovietici, dai canadesi e dagli statunitensi. L'URSS registrò 176 uccisioni prima che finisse la caccia, nel 1974. I balenieri canadesi e americani ne uccisero 60 prima della sospensione, nel 1966. I giapponesi uccisero 4000 individui prima della moratoria sulla caccia alla balena del 1986. Nell'anno più prolifico, il 1952, ne uccisero 300. Sotto i termini di questa moratoria sono state introdotte delle quote e attualmente ogni anno vengono uccisi 62 animali per ricerche scientifiche e la loro carne viene venduta nei mercati locali. Si crede che la specie non sia minacciata da questo livello di caccia.